# Rio Itapoama
O rio Itapoama é um curso de água do estado do Espírito Santo. Apresenta 16 km de extensão e drena uma área de 88 km².
O rio Itapoama nasce na serra do Castelo, a uma altitude de 800 m. Desde sua nascente até pouco adiante da foz do córrego Tocaia, o rio Itapoama serve de limite entre os municípios de Rio Novo do Sul e Iconha. Sua foz no rio Iconha marca o limite entre os municípios de Iconha e Piúma.